# Köping (Gemeinde)
Koordinaten: 59° 31′ N, 16° 0′ O

Köping ist eine Gemeinde (schwedisch kommun) in der schwedischen Provinz Västmanlands län und der historischen Provinz Västmanland. Der Hauptort der Gemeinde ist Köping.

## Orte
Folgende Orte sind Ortschaften (tätorter):
- Köping
- Kolsva
- Munktorp
- Himmeta